# Charlie Whiting
Charlie Whiting (Sevenoaks, 12 augustus 1952 – Melbourne, 14 maart 2019) was een Brits autosportofficial. Tussen 1997 en zijn overlijden was hij de wedstrijdleider van de Formule 1. In deze positie was hij de starter van iedere Formule 1-race.

## Carrière
Whiting begon zijn carrière in de autosport in de rallysport. In 1976 prepareerde hij met zijn broer een auto van Surtees in de Britse Formule 5000 voor coureur Divina Galica. In 1977 stapte hij de Formule 1 in bij het team Hesketh. Nadat het team het jaar daarop de sport verliet, kwam hij bij het door Bernie Ecclestone geleide team Brabham. Hij bleef tot 1987 in deze functie en was onder meer verantwoordelijk voor de kampioenschapssucessen van Nelson Piquet in 1981 en 1983.
In 1988 ging Whiting werken voor de FIA als technisch afgevaardigde. In 1997 werd hij benoemd tot wedstrijdleider en veiligheidsafgevaardigde. In de laatste positie was hij verantwoordelijk voor grote verbeteringen in de veiligheid van de sport. Zo zorgde hij onder meer voor een hoofdsteun op Formule 1-auto's, een veiligheidscel in de auto's, hoge cockpitranden en de halo.

## Overlijden
In de ochtend van 14 maart 2019 overleed Whiting in Melbourne in zijn slaap aan een longembolie, 3 dagen voor de start van het nieuwe Formule 1-seizoen.